# Tim Cook
Timothy Donald "Tim" Cook (Mobile (Alabama), 1 november 1960) is een Amerikaanse ondernemer, filantroop en industrieel ingenieur. Cook is de bestuursvoorzitter van Apple Inc. en was voorheen de operationeel directeur van het bedrijf onder medeoprichter Steve Jobs.
Cook kwam in maart 1998 bij Apple als senior vice president voor wereldwijde operaties en vervolgens als executive vice president voor wereldwijde verkoop en operaties. Hij werd op 24 augustus 2011 benoemd tot CEO, voorafgaand aan de dood van Jobs in oktober van dat jaar. Tijdens zijn ambtstermijn als bestuursvoorzitter heeft hij gepleit voor de politieke hervorming van internationale en binnenlandse surveillance, cyberbeveiliging, Amerikaanse productie en milieubehoud. Sinds hij in 2011 Apple overnam, verdubbelde Cook de omzet en winst van het bedrijf en verhoogde de marktwaarde van $350 miljard naar $2 biljoen.
In 2014 werd Cook de eerste chief executive van een Fortune 500-bedrijf die publiekelijk uit de kast kwam als homo. Cook is ook lid van de raden van bestuur van Nike, Inc., de National Football Foundation, en is een trustee van Duke University. In maart 2015 zei hij dat hij van plan was zijn hele aandelenfortuin te schenken aan een goed doel.